# 萊萬·科比亞什維利
萊萬·科比亞什維利（Levan Kobiashvili ，1977年7月10日—）是一格魯吉亞的足球運動員，司職中場或後衛。
科比亞什維利已婚并且育有一子。他在2003年轉會德甲球隊沙爾克04，於2010年加盟哈化柏林，並於2014年球季結束後退役；在國家隊部份，也為國家隊效力達100場，並攻入12球，是國家隊隊史第1位出賽達100場的選手；2011年7月，正式宣布從國家隊退役。

## 外部連結
- Profile at Transfermarkt.de （德文）
- Career stats at Fussballdaten.de （页面存档备份，存于） （德文）
- Profile at RSSSF （页面存档备份，存于）